# Jüri Vilms

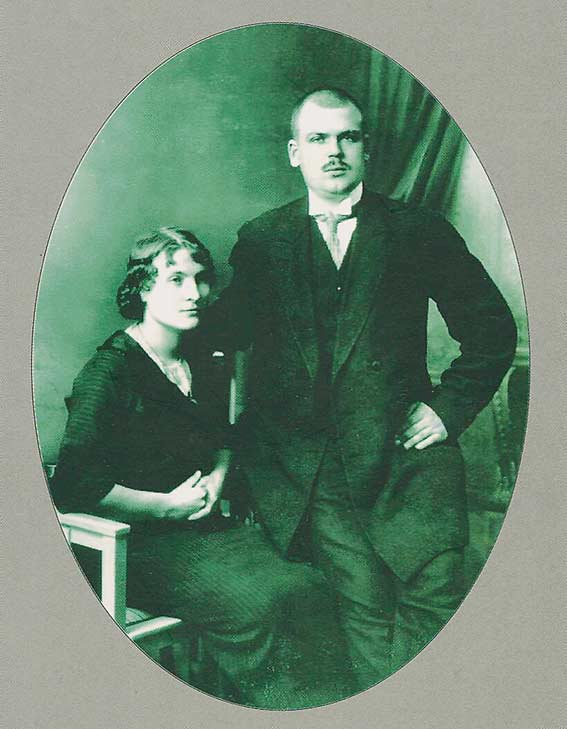
Jüri Vilms con Marie Oberst, su compañera en la Universidad de Tartu

Jüri Vilms (nacido el 1 de marzo de 1889 en Kabala, actual Turi vald, condado de Järva, Estonia-muerto el 2 de mayo de 1918, en Hauho, cerca de Hämeenlinna, Finlandia) fue un miembro del Comité de Salvación de Estonia y el primer vice primer ministro de la República de Estonia. Facultado por el Maapäev, el Comité de Salvación emitió la Declaración de Independencia de Estonia el 24 de febrero de 1918 en medio de un vacío de poder político creado por la retirada de Rusia y el avance de las tropas alemanas durante la Primera Guerra Mundial. Cuando las fuerzas alemanas entraron en el país un día más tarde, no reconocieron la independencia de Estonia. El Comité de Salvación pasó entonces a la clandestinidad, y Jüri Vilms se ofreció como voluntario para ir a Finlandia para recoger fondos e instrucciones para las misiones estonias, trabajando para obtener el reconocimiento diplomático de la nueva nación soberana. Según la versión oficial, fue capturado al llegar a la costa finlandesa y ejecutado por las tropas alemanas en Helsinki. Estonia obtuvo su independencia después de que las tropas alemanas se retiraran de Estonia a causa de la revolución alemana y después de la Guerra de Independencia de Estonia que terminó con el Tratado de Paz de Tartu.
Jüri Vilms nació en Kabala, actual Turi vald, en el Condado de Järva. Fue a la escuela en Pärnu, donde obtuvo la matrícula gratis, debido a su alto promedio de notas. Después de graduarse, Vilms continuó con sus estudios en la Facultad de Derecho de la Universidad de Tartu, entre 1907-1911. En la Universidad se hizo miembro de la Asociación de Estudiantes de Estonia, donde fue elegido para el cargo de presidente electo. En 1911, Vilms empezó a ejercer como abogado, primero como asociado y, posteriormente, abrió su propio bufete de abogados. Después del comienzo de la Primera Guerra Mundial, Vilms se involucró con el Movimiento Nacional de Estonia, publicando artículos que exigían la autonomía de Estonia del Imperio ruso. Criticó los conceptos políticos de Jaan Tõnisson,  que defendían la idea de la sola autonomía cultural y las ideas de Konstantin Päts, que vio oportunidades en la cooperación política con los alemanes del Báltico. En 1917, VIlms fundó un nuevo partido político en Estonia, de izquierda moderada, Tööerakond Eesti (Partido Laborista de Estonia).
Después de la Revolución Rusa de Febrero, Jüri Vilms se convirtió en un político a tiempo completo. Fue etiquetado por Aleksander Looring como el defensor del pueblo estonio a partir de ese momento. Junto con Heinrich Koppel, Otto Strandman y Jaan Raamot, compiló las preparaciones legales para las reformas administrativas que establecerían el Gobernorato autónomo de Estonia. Los documentos se convirtieron en la base para el decreto del Gobierno Provisional Ruso el 12 de abril (30 de marzo en el calendario juliano) de 1917, que establecía la autonomía para Estonia.
Juri Vilms fue caracterizado por Jaan Kross en su novela histórica Tabamatus, traducido al sueco Motstånd, al finés Kuningasajatus y al francés Dans l'insaisissable.